# 桑多梅日圣母圣诞圣殿主教座堂

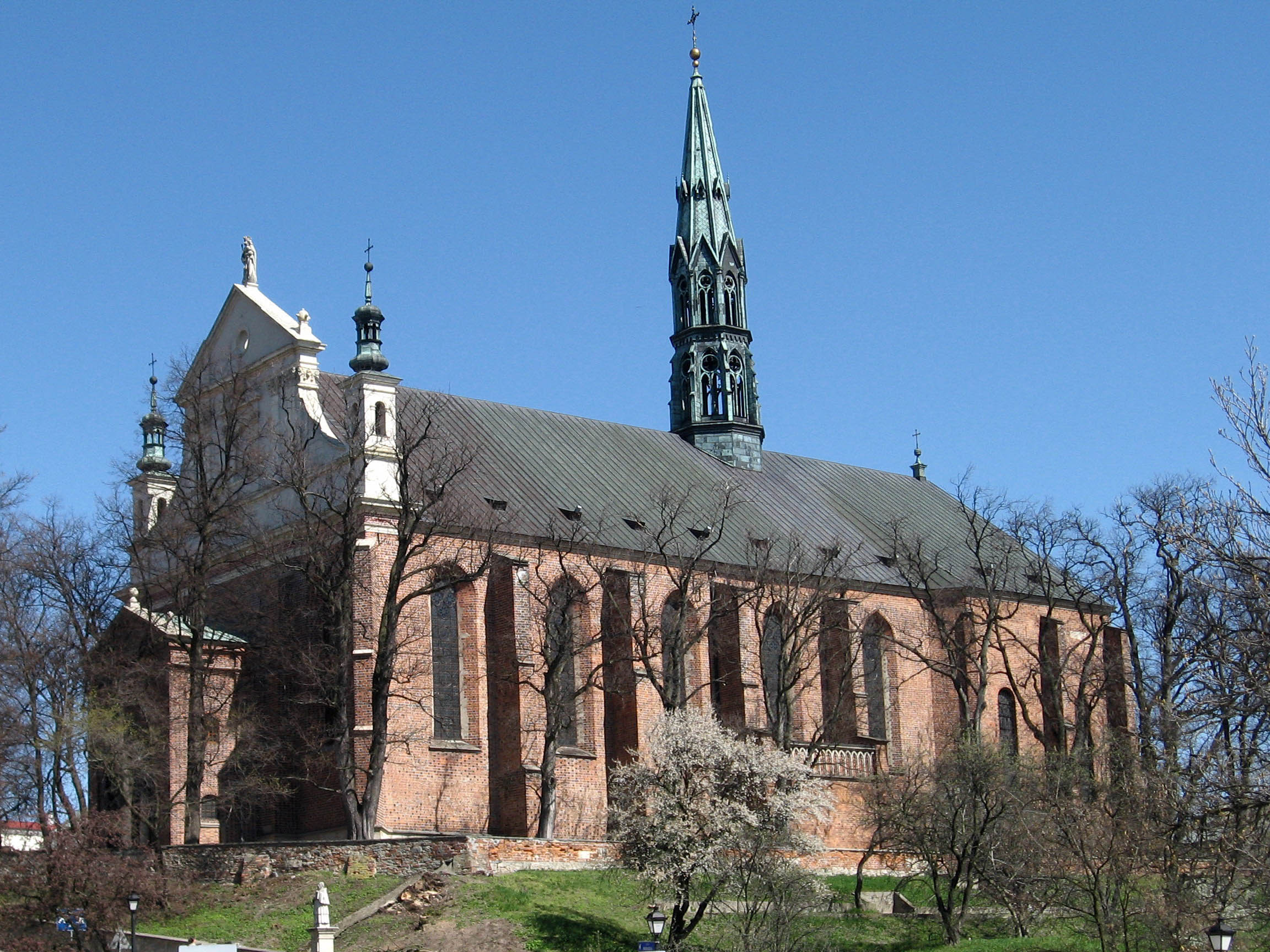

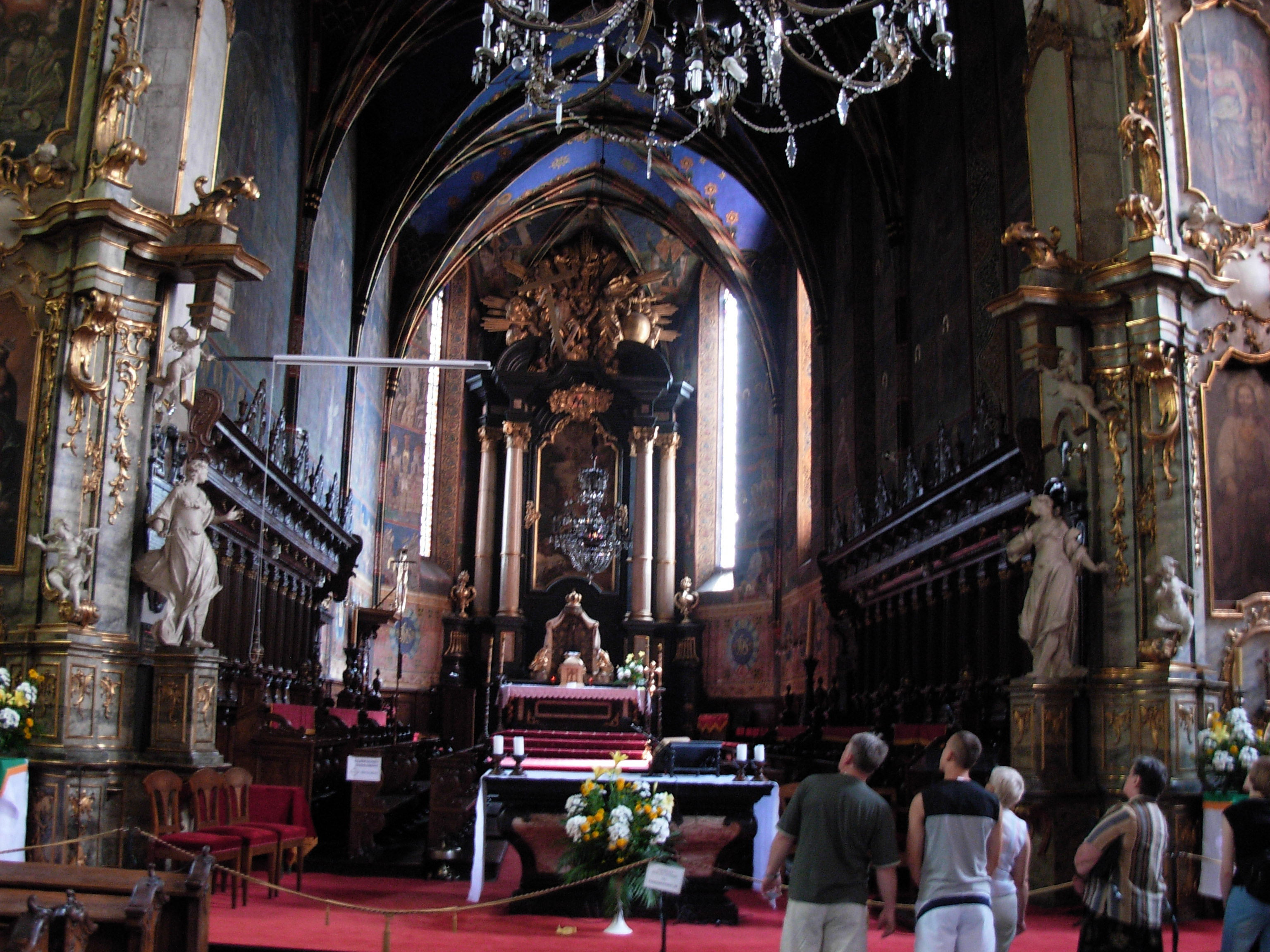

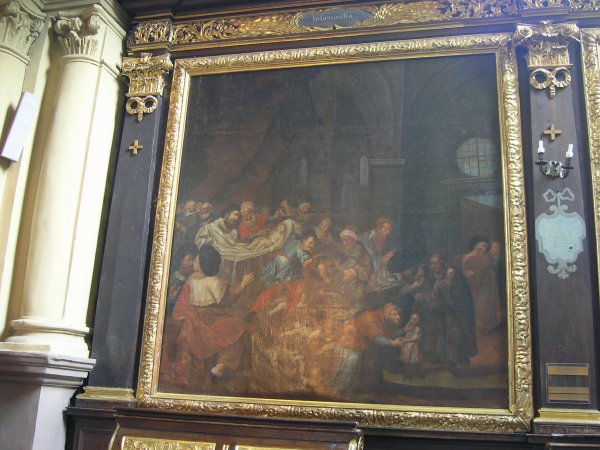
血祭诽谤绘画

桑多梅日圣母圣诞圣殿主教座堂（波蘭語：Bazylika katedralna Narodzenia NMP w Sandomierzu）是天主教桑多梅日教区的哥特式主教座堂，建于1360年，于18世纪以巴洛克风格进行了翻新。1818年教区成立时升格为主教座堂。

## 血祭诽谤绘画
该堂的木质镶板上有一系列《罗马殉道圣人录》绘画。第三幅画描绘了一个场景： ".“…描绘鞑靼人在桑多梅日对基督教儿童犯下的谋杀”。画作旁边的铭文写着“药剂师的儿子，被桑多梅日犹太人异教徒杀害”（filius apothecarii ab infidelibus judeis sandomiriensibus occisus）